# William Schlumberger
William Schlumberger (1800–1837) byl evropský šachový mistr, narozen v Mylhúzách ve Francii. Část života se živil lekcemi šachu v pařížské kavárně Café de la Régence a mimo jiné učil hrát šachy také Pierra Charlese Fourniera de Saint-Amant, později jednoho z nejlepších šachistů své doby. Několik let po jeho smrti vyšlo najevo, že řídil údajný šachový automat Turek. Pro tuto práci si ho najal bavorský hudebník a vynálezce Johann Nepomuk Mälzel. Ve Spojených státech amerických, kam přicestoval z Paříže na Mälzelovo pozvání roku 1826, byl považován za nejsilnějšího tamějšího hráče. Zemřel roku 1837 na žlutou zimnici v průběhu Turkova turné na Kubě.